# 朴晟伯
朴 晟伯（パク・ソンベク。Park Sung-baek、1985年2月27日 - ）は、大韓民国の自転車競技選手。

## 経歴
ロードレースとトラックレースの兼用選手。
2004年
- ホーチミンシティテレビジョンカップ 総合優勝
- ツール・ド・北海道 区間2勝(第4、5)

2005年
- アジア自転車競技選手権大会・エリミネーション優勝
- ホーチミンシティテレビジョンカップ 総合優勝

2006年
- アジア競技大会
  - 団体追い抜き 優勝
  - マディソン 優勝

2007年
- ツール・ド・コリア 総合優勝&区間5勝(第1、3、5、7、9)
- 韓国選手権 個人ロードレース優勝

2008年
- 韓国選手権 個人ロードレース優勝

2010年
- ツール・ド・北海道 区間2勝(第1、5)

2011年
- 第31回アジア自転車競技選手権大会
  - 団体追抜 優勝
  - ポイントレース 2位

2012年
- 第32回アジア自転車競技選手権大会
  - 団体追抜 優勝
- ツール・ド・コリア 総合優勝

2013年
- 第33回アジア自転車競技選手権大会
  - 団体追抜 優勝
- 第16回ツアー・オブ・ジャパン
  - 第2ステージ（美濃） 優勝